# Avraham Burg
Avraham Burg (hebrejsky אברהם בורג‎, * 19. ledna 1955) je izraelský politik, bývalý poslanec Knesetu za Stranu práce a předseda Knesetu (1999–2003).

## Biografie
Narodil se v Jeruzalému. Sloužil v izraelské armádě, kde dosáhl hodnosti poručíka (Segen). Hovoří hebrejsky, anglicky a francouzsky. Studoval na Hebrejské univerzitě. V únoru 1983 byl zraněn při granátovém útoku židovského ultranacionalisty Jony Avrušimiho na mírovou protivládní demonstraci při němž zemřel Emil Grunzweig.

### Politická dráha
V letech 1985–1988 byl poradcem premiéra Šimona Perese po otázky diaspory. V letech 1995–1999 řídil Židovskou agenturu.
V izraelském parlamentu zasedl poprvé po volbách do Knesetu v roce 1988, v nichž kandidoval za Stranu práce. Byl členem výboru pro vzdělávání a kulturu, výboru pro zahraniční záležitosti a obranu, výboru pro ekonomické záležitosti, výboru finančního a výboru státní kontroly. Mandát obhájil ve volbách do Knesetu v roce 1992. Po nich se stal předsedou výboru pro vzdělávání a kulturu. Zasedal ve výboru státní kontroly, výboru House Committee, výboru pro televizi a rozhlas a výboru pro status žen. V následujícím období dal přednost práci v Židovské agentuře.
Do parlamentní politiky se vrátil ve volbách do Knesetu v roce 1999, ve kterých kandidoval za kandidátní listinu Jeden Izrael, do níž se sdružila i dosavadní Strana práce. Ve funkčním období 1999–2003 se stal předsedou Knesetu. Naposledy usedl do Knesetu po volbách v roce 2003 (v nich nastupoval za kandidátní listinu Izraelská strana práce-Mejmad). Pracoval zde ve výboru pro vědu a technologie a výboru pro ústavu, právo a spravedlnost. Mandátu se ale vzdal předčasně a rezignoval na funkci poslance v červnu 2004. Jeho křeslo zaujal Ghálib Madžádala.
Burg je znám pro své vyhraněné názory. Měl blízko k organizaci Mír nyní. Roku 2003 v deníku The Guardian publikoval článek nazvaný The end of Zionism, ve kterém kritizoval trvající okupaci palestinských území a měnící se podobu sionismu, který podle něj ztrácí rysy spravedlnosti a etiky. Burg prohlásil: Izrael, který se přestal starat o děti Palestinců, by neměl být překvapený, až přijdou prosáklé nenávistí a odpálí se v centrech izraelského eskapismu. V roce 2007 Burg navrhl zrušit Zákon o návratu a konstatoval, že definovat Stát Izrael jako židovský stát je klíčem k jeho zániku. Tyto názory bývají označovány jeho kritiky za postsionistické nebo antisionistické.